# Bacchelli (Sänger)
Bacchelli (eigentlich: José María Bacchelli Ortega; * 10. September 1952 in Barcelona) ist ein ehemaliger spanischer Schlagersänger.

## Leben und Wirken
Bacchelli, der schon beim Songfestival Benidorm aufgetreten war und ein Album veröffentlicht hatte, wurde von der Rundfunkanstalt TVE ausgewählt, Spanien beim Eurovision Song Contest 1981 in Dublin zu vertreten. Mit dem Schlager Y sólo tú landete er auf Platz 14.
Er veröffentlichte noch ein wenig erfolgreiches Album und zog sich anschließend vom Musikgeschäft zurück.